# Vanity Fair (film)
Vanity Fair är en brittisk-amerikansk kostymfilm från 2004, regisserad av Mira Nair och baserad på William Thackerays roman Fåfängans marknad.

## Handling
Filmen utspelar sig under början av 1800-talet i England. Rebecca ”Becky” Sharp Crawley (Reese Witherspoon som vuxen och Angelica Mandy som barn) är dotter till en misslyckad konstnär och en fransk balettflicka, som är föräldralös ända sen hon var liten. Hon har alltid drömt om ett glamoröst liv. Det hela börjar med att hon anställs av Fru Pinkerton (Kate Fleetwood) i Chiswick för att ta hand om hennes barn. Becky träffar hennes barn och sedan Matilda Crawley (Eileen Atkins), en rik och ogift faster till familjen. Becky vet att hon aldrig kommer att bli en del av det engelska samhället, om hon inte flyttar till staden. När Matilda erbjuder henne en bostad i London, tvekar hon inte att acceptera erbjudandet. Där möter hon sin bästa vän Amelia Sedley (Romola Garai), en ung kvinna som hon har umgåtts med ända sedan barndomen. Senare gifter sig Becky i hemlighet med den unge översten Rawdon Crawley (James Purefoy). När Matilda får reda på detta lägger hon beslag på Beckys och Rawdons hem.  
Under den tiden invaderar Napoleon Bonaparte Europa, och Rawdon deltar som frivillig i striden mot Napoleons arméer. När George stupat i slaget vid Waterloo splittras Beckys vänskap med Amelia. Becky föder sedan ett barn, men efter Napoleonkrigen har hon för lite pengar och ännu mindre hemtrevnad. Han var mer beslutsam än någonsin att få återvända till samhället i London och att få leva bra igen. Becky får sedan möta den mäktiga markisen av Steyne (Gabriel Byrne). Den nyckfulla Steyne låter Becky uppnå sin dröm, även om den slutliga belöningen kan vara för stor för henne att ta.

## Rollista
| Reese Witherspoon     | – Rebecca 'Becky' Sharp Crawley     |
| Angelica Mandy        | – Unga Rebecca 'Becky' Sharp        |
| Romola Garai          | – Amelia Sedley Osborne             |
| James Purefoy         | – Överste Rawdon Crawley            |
| Jonathan Rhys Meyers  | – Kapten George Henry Osborne       |
| Rhys Ifans            | – Major William Dobbin              |
| Eileen Atkins         | – Fru Matilda Crawley               |
| Geraldine McEwan      | – Grevinnan av Southdown            |
| Gabriel Byrne         | – Markisen av Steyne                |
| Bob Hoskins           | – Sir Pitt Crawley Sr.              |
| Douglas Hodge         | – Sir Pitt Crawley Jr.              |
| Natasha Little        | – Fru Jane Sheepshanks Crawley      |
| John Woodvine         | – Lord Bareacres                    |
| Barbara Leigh-Hunt    | – Fru Bareacres                     |
| Nicholas Jones        | – Lord Darlington                   |
| Sian Thomas           | – Fru Darlington                    |
| Trevor Cooper         | – General Tufto                     |
| Kelly Hunter          | – Markisinnan av Steyne             |
| Alexandra Staden      | – Fru George                        |
| Jim Broadbent         | – Herr Osborne                      |
| Tony Maudsley         | – Joseph 'Jos' Sedley               |
| John Franklyn-Robbins | – Herr Sedley                       |
| Deborah Findlay       | – Fru Mary Sedley                   |
| Daniel Hay            | – Little Georgy                     |
| Tom Sturridge         | – Unge Georgy                       |
| Kathryn Drysdale      | – Rhoda Swartz                      |
| Ruth Sheen            | – Fru Pinkerton                     |
| Richard McCabe        | – Kungen                            |
| Robert Pattinson      | – Äldre Rawdy Crawley (okrediterad) |